# ミレティッチ・マーシャルアーツ・センター
ミレティッチ・マーシャルアーツ・センター（Miletich Martial Arts Center）は、アメリカ合衆国アイオワ州に所在する総合格闘技ジム。

## 概要
UFCの元王者パット・ミレティッチが1997年に設立した。日本ではミレティッチMAという略称で呼ばれる事が多い。

## コーチングスタッフ
- パット・ミレティッチ - ヘッドコーチ

## 所属選手

### 主な所属選手
- バーブ・ホンチャック
- ジョシュ・ニアー
- ジョー・ピアソン

### 元所属選手
- パット・ミレティッチ（UFC世界ウェルター級王者）
- マット・ヒューズ（UFC世界ウェルター級王者）
- ロビー・ローラー（UFC世界ウェルター級王者）
- ジェンス・パルヴァー（UFC世界ライト級王者）
- ティム・シルビア（UFC世界ヘビー級王者）
- リッチ・フランクリン（UFC世界ミドル級王者）
- ジェレミー・ホーン
- スペンサー・フィッシャー
- ベン・ロズウェル
- トラビス・フルトン
- イアン・フリーマン
- ボビー・ホフマン
- ジャスティン・エイラーズ
- L.C.デイビス